# Artériole glomérulaire afférente du rein
L'artériole glomérulaire afférente (ou vas afferens) est le prolongement de l'artère rénale, en contact avec les néphrons des reins. Elle naît de l'artère interlobulaire et possède à son extrémité un ou plusieurs glomérulesElle joue un rôle important dans la régulation de la pression sanguine grâce aux barorécepteurs de sa couche élastique.

## Régulation
Quand le débit sanguin rénal est réduit (en cas d'hypotension par exemple) ou s'il y a une baisse de la concentration en sodium ou chlore, la macula densa du tube distal sécrète de la prostaglandine (surtout PGI2 et PGE2) et du monoxyde d'azote. En réponse, les cellules juxtaglomérulaires de l'artère afférente libèrent de la rénine, activant le système rénine-angiotensine-aldostérone, augmentant la pression sanguine et la réabsorption d'ions sodium dans le système sanguin grâce à l'aldostérone.
Les cellules de la macula densa peuvent également augmenter la pression sanguine des artères afférentes en diminuant la synthèse d'adénosine ou d'ATP.
Une vasoconstriction des artérioles afférentes par l'activation du système sympathique permet de maintenir la pression artérielle systémique au détriment du débit de filtration glomérulaire. On observe ainsi une diminution de la pression sanguine dans les capillaires rénaux.

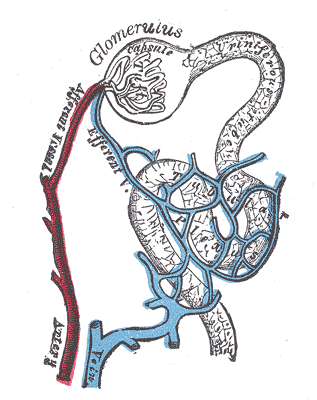
Distribution des vaisseaux dans la corticale du rein.
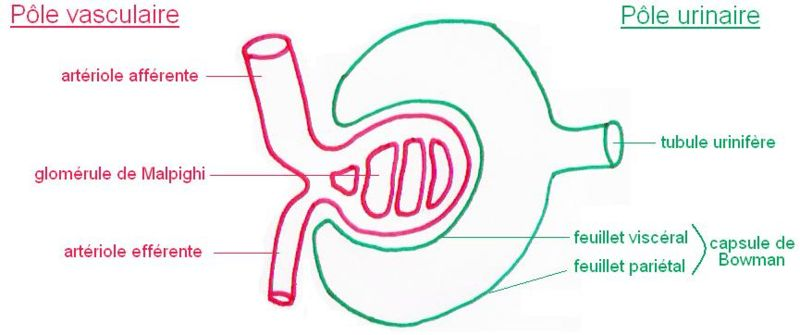
Corpuscule rénal.
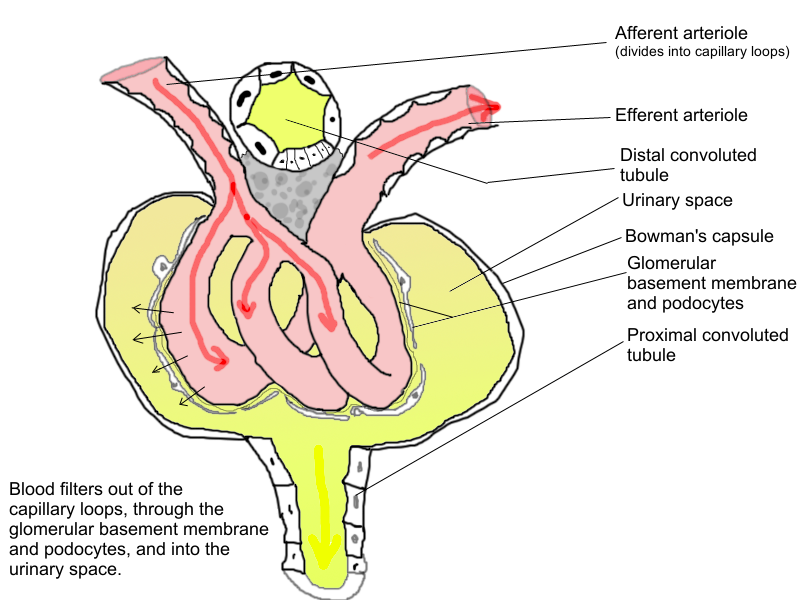
Glomérule.
Corpuscule rénal.